# FK Tjumen
Der FK Tjumen (russisch ФК Тюме́нь, wiss. Transliteration FK Tjumen' ) ist ein russischer Fußballverein aus der westsibirischen Stadt Tjumen. Zurzeit spielt der Verein im drittklassigen Perwenstwo PFL. Zuvor war der Klub in den Jahren 1992, 1994–1995 und 1997–1998 erstklassig vertreten. Der Verein gehört zu den Gründungsmitgliedern der Premjer-Liga.

## Geschichte

### Frühere Namen
- Geolog (1961–1963 und 1983–1991)
- Priboi (1964–1965)
- Neftjanik (1966–1977)
- Stroitel
- Fakel (1980–1982)
- Dinamo-Gasowik (1992–1996)
- SDJuSchOR-Sibnefteprowod (2003)

### Spielbetrieb

#### Sowjetunion
Der Verein wurde im Jahr 1961 gegründet und spielte von Beginn an in der Sowjet-B-Liga (1961–1970), der damals zweithöchsten Spielklasse im sowjetischen Fußball. Anschließend war die Mannschaft in der Wtoraja Liga vertreten, der dritthöchsten Spielklasse (1971–1986). In den Jahren 1987 bis 1991 gelang die Rückkehr in die Perwaja Liga.

#### Russland
Im Jahr 1992, nach dem Zerfall der Sowjetunion, war der FK Tjumen Gründungsmitglied der neu entstandenen Obersten Liga, jedoch stieg das Team als Tabellenletzter von 20 Teams ab. In der Saison 1993 gelang durch den Sieg in der Ost-Staffel der 1. Liga die Rückkehr ins russische Fußballoberhaus und 1994 konnte die Mannschaft mit einem 12. Platz die beste Ligaplatzierung der Vereinsgeschichte erreichen. Nach dem Abstieg 1995 gelang 1996 der erneute Aufstieg in die Oberste Liga.
Es folgten zwei Abstiege in Folge in den Jahren 1998 und 1999, so dass der FK Tjumen in die drittklassige 2. Division durchgereicht wurde. Im Jahr 2003 zog sich der Verein zwischenzeitlich aus dem Profifußball zurück, jedoch schaffte die Mannschaft 2005 als Tabellenerster in der eigenen Amateur-Gruppe die Rückkehr in den professionellen Fußball. 2014 nach dem Gewinn der Staffelmeisterschaft Ural-Powolschje im Perwenstwo PFL konnte die Rückkehr in das russische Unterhaus gefeiert werden. In der Saison 2017/18 wäre der Verein als Vorletzter sportlich aus dem zweitklassigen Perwenstwo FNL abgestiegen, jedoch profitierte Tjumen vom Rückzug mehrerer Teams aus der Liga, wodurch es keine sportlichen Absteiger gab. In der Folgesaison stieg der Verein als Tabellenletzter in die dritte Liga ab.

## Erfolge
- Meister der zweiten russischen Liga: 1993, 1996
- Staffelmeister in der dritten russischen Liga: 2014

## Bekannte ehemalige Spieler
- Nikita Andrejew
- Sergei Dmitrijew
- Nodar Kawtaradse
- Jewgeni Sawin
- Wladimir Tatartschuk
- Emil Caras

## Bekannte ehemalige Trainer
- Eduard Malofejew